# ویکی‌سفر رومانیایی
ویکی‌سفر رومانیایی نسخهٔ زبان رومانیایی وب‌گاه ویکی‌سفر است؛ که در تاریخ ۶ فوریه ۲۰۱۳ ایجاد گردید.

## تاریخچه
نسخه زبان رومانیایی ویکی‌سفر هم اکنون، با بیش از ۹۲۸ راهنمای سفر، در ردهٔ شانزدهم ویکی‌سفرها قرار دارد.